# Hedwiga Rosenbaumová
Hedwiga Rosenbaumová (3 de julho de 1864 - 31 de julho de 1939) foi uma tenista da Boémia. Medalhista olímpica de bronze em simples e duplas mistas, em 1900